# Mae Wheeler
Mae Wheeler (* 14. Mai 1934 in Memphis, Tennessee; † 15. Juni 2011 in Maryland Heights, Missouri) war eine US-amerikanische Sängerin und Musikveranstalterin.

## Leben und Wirken
Wheeler zog mit ihrer Familie nach Richmond Heights, als sie fünf Jahre alt war. 1948 wirkte sie bei einem New Yorker Amateurwettbewerb mit. Sie graduierte 1951 an der Douglass School in Webster Groves, heiratete und hatte fünf Kinder. Nachdem ihr Ehemann Jimmy Lee Wheeler 1964 gestorben war, schlug sie sich zunächst in verschiedenen Jobs wie als Köchin, Wäscherin und Reinigungskraft durch, bevor sie eine Karriere als Sängerin startete, zunächst als Assistentin von Jeanne Trevor. Erste Erfolge feierte sie in den 1960er Jahren im Vergnügungsviertel Gaslight Square von St. Louis. Obwohl Mae Wheeler sich selbst nicht als Jazzsängerin, sondern als Songstilistin ansah, erhielt sie den Titel Lady Jazz; ihr Songmaterial bestand zumeist aus Jazz-, Blues-, Pop-, Rock- und Broadway-Titeln. In den 1970er und 1980er Jahren gastierte sie regelmäßig im Club Hannegan’s, später im Brandt’s in der University City, sowie in Restaurants, Lounges und rund um St. Louis. Sie trat im Laufe ihrer Karriere u. a. mit Pearl Bailey, Count Basie, Sonny Stitt, Mitch Miller und Arthur Prysock auf. Unter eigenem Namen legte sie zwei Alben vor, Live at the Sheldon (2000) und Just Friends (2002). Bekannt war sie außerdem als Musikveranstalterin; so produzierte sie 1996 die The Divas Show. In der Folge schuf sie ein Stipendien-Programm für junge Musiker und Sängerinnen aus St. Louis. Ihre letzte Produktion war Unforgettable Legends (2010) in der Sheldon Concert Hall. Sie starb im Juni 2011 nach einer längeren Darmkrebs- und Leukämie-Erkrankung.

## Auszeichnungen
Wheeler erhielt u. a. 2011 einen Preis für ihr Lebenswerk durch den Arts and Education Council of Greater St. Louis.